# Anderheggen
Anderheggen war ein niederländischer Hersteller von Automobilen.

## Unternehmensgeschichte
Das Unternehmen von Ferdinand Anderheggen aus Amsterdam begann 1901 mit der Produktion von Automobilen. 1902 wurde die Produktion eingestellt. Es wurden nur wenige Exemplare hergestellt.

## Fahrzeuge
Das einzige Modell war der 4 HK. Er war mit einem luftgekühlten Einbaumotor von Abeille ausgestattet und verfügte über ein Zweiganggetriebe. Die Karosserieform Vis-à-vis bot Platz für vier Personen.